# ION
NVIDIA ION — семейство чипсетов компании NVIDIA, платформа для нетбуков и неттопов. Состоит из процессоров Intel Atom (в том числе и двухъядерных) и системной логики GeForce 9400M с одночиповой компоновкой для первого поколения и GT 218 — для второго. Чипсеты снабжены совместным интегрированным видеоядром с поддержкой DirectX 10. Чипсеты содержат всего одну микросхему, что упрощает схемотехнику решений, уменьшает энергопотребление и тепловыделение.

## Состав
- Процессоры Intel Atom 230, N270, N280, 330, D425, D525, Celeron SU 2300 (ZOTAC ZBOX HD-NS21), Celeron SU 743 (ZOTAC ZBOX HD-ND22);
- Системная логика (чипсет) NVIDIA GeForce 9400M;
- Один или два слота SO-DIMM для установки модуля оперативной памяти DDR2, DDR3 с тактовой частотой до 1066 МГц;
- Один порт SATA;
- Гигабитный Ethernet-контроллер;
- Аудиокодек с поддержкой 7.1 канального звука HD Audio

## Ключевые возможности
- Full HD 1080p видео с 7.1-канальным аудио
- DirectX 10-графика с расширенными возможностями соединения с цифровым дисплеем
- Технология NVIDIA CUDA дает ускорение графически-требовательных приложений, обеспечивая ПК широкие возможности работы с визуальным содержимым, например, перекодирование видео, работу в Adobe Photoshop
- Оптимизированная работа с операционными системами Windows Vista и Windows 7

## Дальнейшее развитие (ION 2)
2 марта 2010 года вышла платформа второго поколения, получившая название ION 2. Платформа включает в себя двухъядерный процессор Intel Atom второго поколения на ядре Pineview, дискретный чип NVIDIA GT218, а также чипсет NM10, выполняющий функцию южного моста. Нетбук на базе ION 2 объединяет процессор Atom N450/470 (сейчас процессор Intel Atom D525 с двумя ядрами и частотой 1,8 ГГц) с интегрированным графическим ядром, чипсет Intel NM10, дискретное графическое ядро GT218 и выделенный для нужд графической подсистемы буфер памяти типа DDR3, объём которого может достигать 512 Мб. Видеочип связан с чипсетом по шине PCI Express 1.1, чья пропускная способность может варьироваться от x1 (250 Мбайт/с) до x4 (1 Гбайт/с).
Графическое ядро GT218 в рамках платформы ION 2 может иметь 8 или 16 потоковых процессоров в зависимости от сферы применения. Так, в нетбуках с размером диагонали экрана не более 10.1 дюймов графическое ядро будет иметь 8 потоковых процессоров на частоте 405 МГц (6 Вт), а в более крупных нетбуках и неттопах их количество будет 16 и частота будет составлять 475 МГц (12 Вт) и 535 МГц соответственно. Чип GT218 выпускается по 40-нм технологии и поддерживает DirectX 10.1. Предусмотрено аппаратное декодирование видео высокой чёткости в разрешении до 1080p. Нетбуки на основе ION 2 могут оснащаться экраном с поддержкой разрешения 1366x768 пикселей. Для работы с высокими разрешениями при подключении к порту HDMI придётся питать нетбук от сети, поскольку с подобной работой справится только видеочип GT218, а при работе от батареи он, как правило, отключается ради экономии электроэнергии.
Платформа ION 2 совместима с технологией NVIDIA Optimus, которая увеличивает время автономной работы ПК от аккумуляторной батареи, что достигается за счёт автоматического переключения между интегрированным графическим контроллером Intel (обычно, Intel GMA 3150) и дискретным видеоадаптером. В силу ограничений, накладываемых технологией Optimus, нетбуки на базе ION 2 могут использовать только операционную систему Windows 7. В версиях Starter и Home Basic переключение между видеоадаптерами осуществляется вручную, а в версиях Home Premium и выше видеоадаптеры могут переключаться автоматически.

### Продукты на базе ION 2
- Нетбуки:
  - ASUS Eee PC 1015PN c технологией NVIDIA Optimus
  - ASUS Eee PC 1015N с технологией NVIDIA Optimus
  - ASUS Eee PC 1201PN без технологии NVIDIA Optimus
  - ASUS Eee PC 1215N с технологией NVIDIA Optimus .[2]
  - ASUS LAMBORGHINI Eee PC VX6 с технологией NVIDIA Optimus
  - Acer Aspire One 532G с технологией NVIDIA Optimus
  - DNS 0122312 с технологией NVIDIA Optimus
  - lenovo s12
  - HP Compaq Mini 311c
- Неттопы:
  - Acer Aspire Revo RL100
  - Acer Aspire Revo AR3700[3]
  - Acer Veriton N282G[4]
  - ASUS Eee Box PC 1501P
  - Giada slim-N20
  - Giada slim-DN230
  - Lenovo IdeaCentre Q150
  - Pegatron Amis L6
  - Shuttle XS35
  - ZOTAC ZBOX HD-ID11
  - ZOTAC ZBOX HD-ID33
  - ZOTAC ZBOX HD-ID34
  - ZOTAC ZBOX HD-ID40[5]
  - TwinBox Mini PC HL-N322G[6]
- Планшетные ПК:
  - DreamBook ePad L11 HD
- Компьютеры всё-в-одном (компьютер-моноблок):
  - Acer eMachines EZ1711
  - ASUS EeeTop PC ET2010PN[7]
  - ASUS EeeTop PC ET2010PNT[8]
  - Lenovo C200
- Видеокарты:
  - Zotac ION-GPU-AE
  - Pegatron
- Материнские платы:
  - ASUS AT5IONT-I[9]
  - ZOTAC IONITX-R-E, IONITX-S-E и IONITX-Т-Е с технологией NVIDIA Optimus[10]
- Медиаплееры:
  - Xtreamer Ultra[11]